# Southern Arkansas University

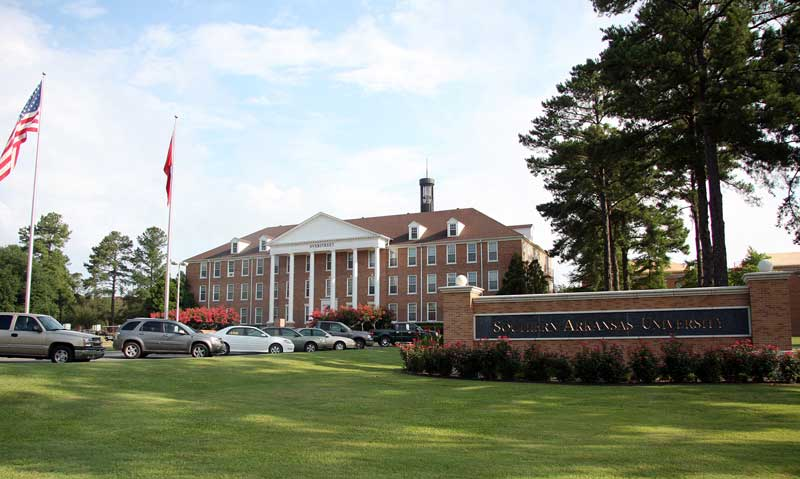
Southern Arkansas University (2012)

Die Southern Arkansas University (auch SAU genannt) ist eine staatliche Universität in Magnolia im Südwesten des US-Bundesstaates Arkansas. An der Hochschule sind 3109 Studenten eingeschrieben.

## Geschichte
Die Universität wurde 1909 als Third District Agricultural School gegründet. 1925 wurde sie in Agricultural and Mechanical College, Third District und 1951 in Southern State College umbenannt. Ihren heutigen Namen erhielt sie 1976.

## Sport
Die Sportmannschaften der SAU sind die Muleriders . Die Universität ist Mitglied der Gulf South Conference.

## Persönlichkeiten
- Tracy Lawrence – Countrymusiker
- Tommy Tuberville – American-Football-Trainer und Politiker